# График функције
График функције представља низ уређених парова (x, y) где је y = f(x) и представља графички приказ математичке функције у дводимензионалном Декартовом координатном систему. 